# Oefenexamen
Een oefenexamen, proefexamen of oefentoets is een reeks opgaven die bij een studie gebruikt kan worden als oefening, en om na te gaan of bepaalde lesstof voldoende wordt beheerst om een daadwerkelijk af te leggen examen met succes af te leggen. Bij een schriftelijk examen kan dit een kopie zijn van een vorig examen.
Er bestaan speciale boekjes en websites, waarin oefenexamens gebundeld zijn.

## Doelen
Het maken van oefenexamens heeft een aantal doelen:
- Omdat de vorm waarin examens gegoten worden vaak hetzelfde is, kan men zich voorbereiden op de manier van examineren (soort vragen, bij schriftelijk: open/meerkeuze, lengte, diepgang, onderwerpkeuze), zodat men bij het verder voorbereiden van het echte examen hiermee rekening kan houden.
- De inhoudelijke lesstof gebaseerd op de examen-eindtermen kan geoefend worden, zodat de kennis vergroot wordt.
- De oefentoets kan dienen als nulmeting, zodat er gerichter en efficiënter op bepaalde eindtermen gefocust kan worden.
- Bovendien maakt het maken van oefenexamens de examinandus vertrouwder met het examen, waardoor deze bij het echte examen minder zenuwachtig hoeft te zijn.